# Trije Kralji (smučišče)
Smučišče Trije kralji (rekreacijsko turistični center »Jakec«) je družinsko smučišče z dvema smučarskima progama in je oddaljeno približno 18 km iz centra Slovenske Bistrice. Leži na nadmorski višini 1200 m. Trenutno ima dve smučarski progi z vlečnicama, predvideni pa sta še dve novi progi, prva s sedežnico in druga z vlečnico. Smučišče je opremljeno s sistemom za umetno zasneževanje.

## Osnovni podatki
- nadmorska višina smučišča: 1180m-1344m
- dolžina smučarskih prog: 1,5km (1km srednje, 0,5km lahke)
- sankaške proge
- žičnice: 
  - 1x vlečnica: sidra (na progi Črno jezero)
  - 1x štirisedežnica (na progi Veliki vrh), ki je bila zgrajena v letu 2023 in je nadomestila staro vlečnico Veliki vrh.[2]
  - + predvidena sedežnica Jakec
  - + predvidena vlečnica Osankarica

## Smučarske proge
| Ime proge   | dolžina proge | dolžina vlečnice | višinska razlika | kapaciteta/1h | težavnost proge |
| Črno Jezero | 2x450m        | 442m             | 104m             | 800 smučarjev | lahka           |
| Veliki Vrh  | 2x950m        | 855m             | 152m             | 900 smučarjev | srednje težka   |